# Synodontis leopardus
Synodontis leopardus е вид лъчеперка от семейство Mochokidae.

## Разпространение
Видът е разпространен в Танзания.